# 콜먼-맨듈라 정리
양자장론에서 콜먼-맨듈라 정리(영어: Coleman–Mandula theorem)는 대부분의 이론에서는 각운동량과 4차원 운동량을 제외한 모든 연속적 보존량은 로런츠 스칼라라는 정리다. 여기서 "대부분의 이론"이란 질량 간극을 가지고 상호작용을 하는 로런츠 공변 이론이다.

## 역사
시드니 콜먼과 제프리 맨듈라(Jeffrey Mandula)가 1967년에 증명하였다.

## 정의
다음과 같은 조건을 만족하는 물리 이론을 생각하자.
1. 산란 행렬이 국소적이고, 상호작용을 지니고, 4차원 시공에서 푸앵카레 대칭을 따른다.
2. 주어진 질량을 가진 입자는 유한개다. (즉 같은 질량을 지닌 무한개의 입자 종이 있을 수 없다.)
3. 진공과 1입자 상태 사이에 질량 간극이 있다.

콜먼-맨듈라 정리에 따르면, 위 조건을 만족하는 이론은 다음과 같은 대칭만을 지닐 수 있다.
이 조건을 만족하는 이론의 산란 행렬의 (보존적인, 즉 초대칭을 포함하지 않는) 대칭군은 국소적으로 다음과 같다.
{\displaystyle \mathrm {ISO} (1,3)\times B_{1}\times \dots \times B_{N}}
여기서 {\displaystyle N}은 유한하고, 또 {\displaystyle B_{i}}는 콤팩트 리 군이다.

### 증명
콜먼-맨듈라 정리의 증명은 대략적으로 다음과 같다. 만약 푸앵카레 대칭 {\displaystyle \operatorname {ISO} (1,3)}이 보다 큰 대칭 {\displaystyle G}에 자명하지 않게 포함된다고 하자. 이 경우, 뇌터 정리에 따라서 2차 이상의 텐서 보존량이 존재하게 된다. (만약 {\displaystyle G}가 {\displaystyle G=\operatorname {ISO} (1,3)\times G_{\text{int}}}의 꼴로 자명하다면, 모든 추가 보존량은 로런츠 스칼라이다.)
그러나 이러한 고차 텐서 보존량은 성분이 너무 많아, 일반적으로 존재할 수 없다. 예를 들어, 2차 텐서 보존량 {\displaystyle Q_{\mu \nu }}가 있다고 하자. 질량 간극이 존재하므로, 가장 가벼운 입자는 양의 질량을 가진다. 편의상 이 입자가 스칼라 입자라고 하자. 이 입자의 4차원 운동량이 {\displaystyle p_{\mu }}라고 하면, 푸앵카레 대칭에 따라서 {\displaystyle Q_{\mu \nu }}는 다음과 같은 꼴이어야만 한다.
{\displaystyle Q_{\mu \nu }=Q_{1}p_{\mu }p_{\nu }+Q_{2}g_{\mu \nu }}
여기서 {\displaystyle Q_{2}g_{\mu \nu }}는 상수 텐서인 {\displaystyle g_{\mu \nu }}에만 의존하므로, {\displaystyle Q-Q_{2}g_{\mu \nu }} 또한 보존돼야 한다. 즉, 편의상 {\displaystyle Q_{2}=0}으로 놓을 수 있다.
그렇다면 운동량 보존과 {\displaystyle Q} 보존에 의하여, 산란 {\displaystyle p_{1},p_{2}\to p_{3},p_{4}}에서 다음 두 방정식이 성립하여야 한다.
{\displaystyle (p^{1}+p^{2})_{\mu }=(p^{3}+p^{4})_{\mu }}
{\displaystyle p_{\mu }^{1}p_{\nu }^{1}+p_{\mu }^{2}p_{\nu }^{2}=p_{\mu }^{3}p_{\nu }^{3}+p_{\mu }^{4}p_{\nu }^{4}}
여기서 변수는 {\displaystyle 4\times 4}개이지만, 방정식의 수는 {\displaystyle 4+4\times 4}개이다. 즉, 일반적으로 해는
{\displaystyle p_{1}=p_{3},\qquad p_{2}=p_{4}}
또는
{\displaystyle p_{1}=p_{4},\qquad p_{2}=p_{3}}
밖에 없다. 따라서 2→2 산란 행렬은 자명하다. 모든 산란은 적절한 운동량 극한에서 2→2 산란들의 합성으로 수렴하므로, 산란 행렬의 해석적 성질을 사용하여 모든 산란 행렬이 자명하다는 결론을 내릴 수 있다.

## 예외
이 정리는 산란 행렬의 대칭만을 다루기 때문에 자발적으로 깨진 대칭은 다루지 않는다. 또한 질량 간극이 없으면 이론에서 다른 보존량을 가질 수 있다. 예를 들어, 양자 전기역학에서는 벡터와 텐서 보존량이 존재한다 (인프라입자). 또한 이 정리는 (리 군이 아니라) 리 대수로 나타내어지는 대칭을 다루기 때문에, 이산대칭(discrete symmetry) 따위는 다루지 않는다. 또한 초대칭은 리 대수가 아니라 리 초대수로 나타내어지기 때문에 콜먼-맨듈라 정리에 구속받지 않는다. (초대칭 이론의 경우에는 대신 하크-워푸샨스키-조니우스 정리를 쓴다.) 사인-고든 모형과 같은, 양자군 대칭을 가진 이론의 경우도, 리 대수가 아니기 때문에 예외다.

## 같이 보기
- 초대칭 대수